# 秦锡龙
秦锡龙（1940年4月12日—）为柬埔寨华人潮州华裔。原姓黄，磅湛省人。1993年5月在联合国驻柬埔寨机构的支持下举行大选时，当选为拉那烈亲王领导的柬埔寨民族团结阵线党的国会议员。且成立的临时民族政府，秦锡龙被委任为宗教部长。1993年11月，柬埔寨政府任命他为首都金边市市长。